# Zacharias Topelius

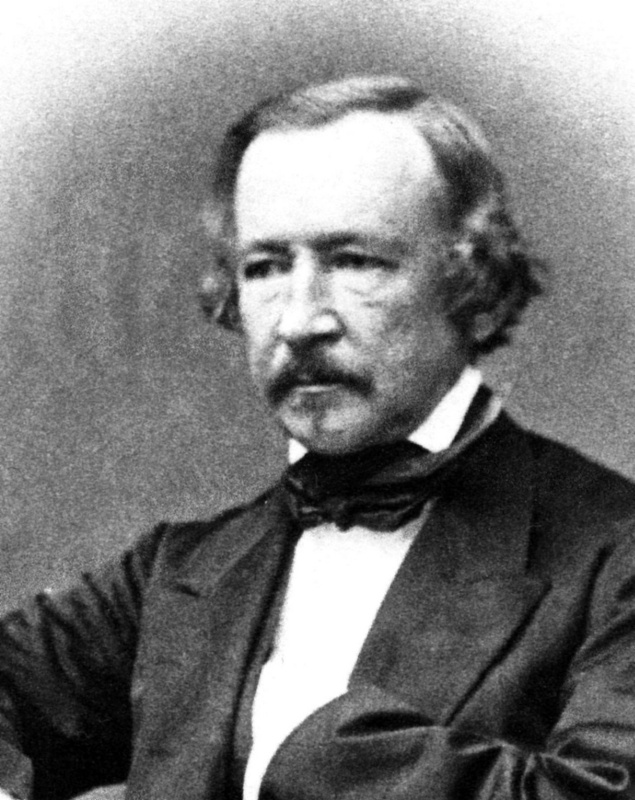
Zacharias Topelius

Zacharias Topelius (schwedisch: [sɑˈkɑːriɑs toˈpeːliʉs]; auch Zachris [ˈsɑkris], Z. oder finnisch Sakari(as) [ˈsɑkɑri(ɑs)] Topelius; * 14. Januar 1818 auf Kuddnäs Gård bei Nykarleby; † 12. März 1898 in Björkudden, Sibbo) war ein finnlandschwedischer Schriftsteller, Dichter, Journalist, Historiker und Rektor der Universität Helsinki. 

## Leben

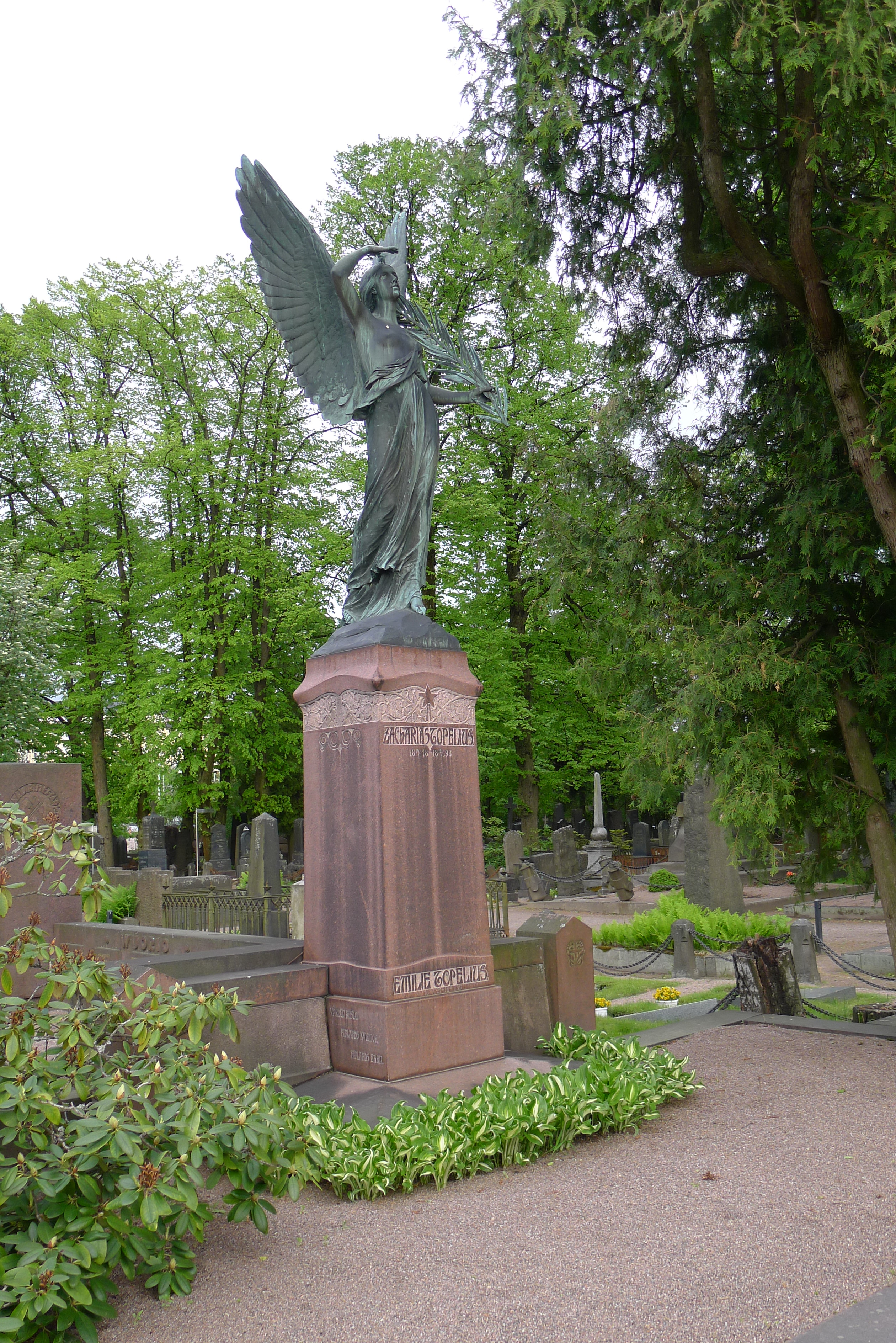
Topelius’ Grab in Helsinki

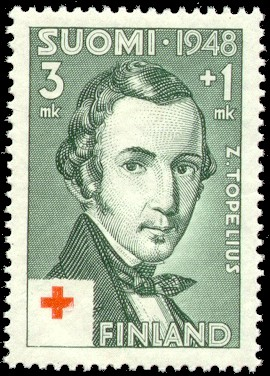
Finnische Briefmarke von 1948

Topelius wurde, nachdem er bei Johan Ludvig Runeberg Privatunterricht genommen hatte, Student in Helsinki, promovierte 1840 und redigierte von 1842 bis 1860 die Helsingfors Tidningar, in denen er seine ersten Gedichte und Novellen veröffentlichte. Er verfasste auch das Libretto zur ersten finnischen Oper Kung Karls Jakt (1852) von Fredrik Pacius.
1852 wurde er Lektor der Geschichte am Gymnasium in Wasa, 1854 außerordentlicher Professor der finnischen Geschichte an der Universität Helsinki, 1863 Ordinarius, 1876 Professor der allgemeinen Geschichte, von der Stellung er 1878 mit dem Titel Staatsrat zurücktrat.
Zacharias ist sein Taufname, und dieser und die Abkürzung Z. wurden oft als Autorenname auf seinen Werken verwendet. Er selbst jedoch verwendete meist (auch bei offiziellen Anlässen) die Abkürzung oder die Form Zachris. Besonders früher wurde auf Finnisch auch die Form Sakari in Texten über Topelius benutzt. 
Topelius ist Namensgeber des finnlandschwedischen Topelius-Preises für Publizistik und des Topelius-Preises für schwedisch- und finnischsprachige Jugendliteratur (schwedisch Topeliuspriset, finnisch Topelius-palkinto).
In Berlin-Kladow wurde 1958 der Topeliusweg nach ihm benannt.

## Werke
Seine bekanntesten Schauspiele sind: 
- Efter femtio år („Nach 50 Jahren“, Stockholm 1851)
- Regina af Emmerits (1854)
- Dramatiska dikter (eine Sammlung, 1861, 1881)

Am populärsten wurde er durch seine Novellen und Kinderbücher: 
- Das Wichtelmännchen in der Burg Turku (1849)
- Fältskärns berättelser (Erzählungen eines Feldschers, Stockholm 1858–67, 5 Bände; deutsch, Leipzig 1880, zuletzt 1926 übers. v. Rita Öhquist)
- Sagor (1847–52, 4 Sammlungen)
- Läsning för barn (1865–84, 6 Bücher; ins Finnische, Norwegische, Englische und Deutsche übersetzt)
- Naturens bok (für die Volksschulen Finnlands geschrieben)
- Geschichte des Kriegs in Finnland (1850)
- Finland framstäld i teckningar (1845–52)
- En resa i Finland (1873; deutsch Eine Reise in Finnland. Nach Originalgemälden. Leipzig: Weigel und Helsingfors: Tilgmann, 1874, übersetzt von Hermann Paul; Neuauflage Helsingfors 1885)
- Aus Finnland (sechs Novellen, deutsche Übersetzung Gotha 1888, 2 Bände)